# Super Mario Bros. Wonder
Super Mario Bros. Wonder (スーパーマリオブラザーズ ワンダー, Sūpā Mario Burazāzu Wandā) est un jeu vidéo de plates-formes développé par Nintendo EPD et édité par Nintendo, sorti le 20 octobre 2023 sur Nintendo Switch. Il s'agit du premier jeu traditionnel Super Mario en vue latérale depuis New Super Mario Bros. U, sorti initialement en 2012. Il est aussi le premier jeu où Mario et Luigi ne sont pas doublés par Charles Martinet, celui ci ayant cessé de doubler les deux plombiers pour devenir « Ambassadeur Mario ». C'est donc Kevin Afghani qui lui succède dans les rôles de Mario et Luigi.

## Synopsis
Mario, Luigi, Daisy, Peach, Toad, Toadette, les Yoshis et Carottin sont invités par le prince Florian dans le Royaume des Fleurs, contrée proche du Royaume Champignon. Le prince Florian leur montre une fleur très spéciale et très puissante qui préserve l'harmonie dans son royaume mais Bowser voit les choses autrement et utilise le pouvoir de la fleur pour fusionner avec le château du monarque et se transforme en Fort Bowser après l'avoir touché. Mario et ses amis doivent donc partir à la recherche de Bowser et ses sbires dans plusieurs niveaux afin de ramasser des Graines Prodiges qui annulent les effets de la fleur.

## Système de jeu

### Généralités
Super Mario Bros. Wonder est un jeu de plates-formes à défilement horizontal. À travers les niveaux, le joueur peut récupérer des Fleurs Prodiges qui peuvent modifier le niveau ou transformer le joueur.
Outre Mario, il est possible d'incarner son frère Luigi ainsi que Toad (jaune ou bleu), Toadette, Peach, Daisy, ainsi que Yoshi (vert, rouge, jaune ou bleu ciel) et Carottin. Carottin et les Yoshis ne subissent aucun dégât mais ne peuvent pas utiliser d'objets spéciaux. Le jeu propose un mode multijoueur coopératif en local jusqu'à quatre joueurs et en ligne.

### Power-ups
En plus des power-ups classiques de la série Super Mario, comme le champignon qui rend le personnage plus grand et plus fort, permettant ainsi de casser des blocs et sauter plus haut, la fleur de feu permettant de lancer des boules de feu sur les ennemis ou encore la super étoile rendant invincible pendant quelques secondes, Super Mario Bros. Wonder propose trois nouveaux objets : 
- La Pomme d'éléphant : une pomme rouge pourvue d'une trompe, qui transforme en éléphant. Grâce à elle, le personnage peut lancer de l'eau qu'il a aspiré sur les ennemis grâce à sa longue trompe et leur donner des coups de patte.
- La Fleur à bulles : une fleur blanche, mauve et rose à la tige bleue, qui permet de créer des bulles qu'il peut soit lancer sur les ennemis pour les détruire, ou rentrer dedans pour passer un passage difficile, comme un trou.
- Le Champignon foreuse : un champignon dont le chapeau a la forme d'un foret. Grâce à lui, le personnage peut atteindre les ennemis blindés ainsi que se protéger des ennemis tombant du plafond. Il peut aussi plonger dans le sol ou le plafond aussi longtemps qu'il veut et casser les blocs cristallins et les briques sous et sur lui.

## Développement
Le jeu est annoncé dans un Nintendo Direct diffusé le 21 juin 2023. Un autre Nintendo Direct de 15 minutes consacré au jeu est diffusé le 31 août 2023.

## Accueil

### Critiques
Super Mario Bros. Wonder reçoit des critiques élogieuses de la presse spécialisée. Il obtient un score de 92 % sur Metacritic sur la base de 135 critiques.

### Ventes
En deux semaines de commercialisation, le jeu s'écoule à 4,3 millions d'exemplaires, ce qui en fait le meilleur démarrage d'un jeu Super Mario.

### Distinctions
En novembre 2023, le jeu est nommé à cinq reprises lors des Games Awards, dont pour la récompense de « jeu de l'année ». Toutefois, à l'issue de la cérémonie, le jeu repart uniquement avec le lauréat du « meilleur jeu familial ».
Dans un classement dressé en décembre 2023, la rédaction de Game Informer le liste parmi les dix meilleurs jeux sortis jusqu'alors sur Nintendo Switch.
En avril 2024, il est récompensé du lauréat du « meilleur jeu familial » et « meilleur jeu multijoueur » à la suite des résultats des British Academy Games Awards.
| Année | Prix                          | Catégorie                      | Résultat   |
| ----- | ----------------------------- | ------------------------------ | ---------- |
| 2023  | Game Awards                   | Jeu de l'année                 | Nomination |
| 2023  | Game Awards                   | Meilleure réalisation          | Nomination |
| 2023  | Game Awards                   | Meilleure direction artistique | Nomination |
| 2023  | Game Awards                   | Meilleur jeu familial          | Lauréat    |
| 2023  | Game Awards                   | Meilleur jeu multijoueur       | Nomination |
| 2024  | British Academy Games Awards, | Meilleur jeu                   | Nomination |
| 2024  | British Academy Games Awards, | Meilleure animation            | Nomination |
| 2024  | British Academy Games Awards, | Meilleur jeu familial          | Lauréat    |
| 2024  | British Academy Games Awards, | Meilleur jeu multijoueur       | Lauréat    |